# Костылев, Александр Павлович
Алекса́ндр Па́влович Ко́стылев, известный также под псевдонимом Культо (в переводе с удм. — «Сноп»), — советский удмуртский детский поэт и педагог.

## Биография
Александр Костылев родился 5 июня 1913 года в крестьянской семье деревни Новые Какси (ныне на территории Можгинского района Удмуртской Республики). Окончив Можгинский педагогический техникум, работал в сельской школе и в редакции районной газеты.
В 1933 году вместе с будущими поэтом Филиппом Александровым и критиком Михаилом Горбушиным поступил на факультет языка и литературы Удмуртского педагогического института, где серьёзно заинтересовался литературным трудом. Незадолго до окончания учёбы был арестован за «антисоветскую пропаганду», осуждён на 10 лет и сослан в Сибирь (в 1956 году был реабилитирован).
По окончании срока заключения выполнял черновую работу на поселении в Кемеровской и соседних областях. В 1953 году вернулся в Можгу, работал учителем труда в местных школах. Некоторое время проработал учителем в школе села Яркое Поле Крымской области, но в 1976 году тяжело больным вернулся на родину, где вскоре скончался.

## Творчество
Александр Костылев писал на удмуртском и русском языках. Активно печататься начал в период учёбы в Можгинском педтехникуме. Будучи студентом пединститута, выпустил три поэтических книги для детей среднего и старшего школьного возрастов: в сборнике стихов «Культо» (в переводе с удм. — «Сноп») воспевал строительство «новой жизни», в поэмах «Дэмен» (с удм. — «Сообща») и «Джек» противопоставил жизнь детей СССР и западных стран.
В довоенные годы Костылев печатался в национальных газетах Удмуртии и в журнале удмуртских писателей «Кенеш», после войны — в газете «Советская Россия», журналах «Молот» и «Простор».

## Сочинения
- Культо: Кылбуръёс но поэмаос. — Ижевск, 1935. — 48 с.
- Дэмен: Нылпиослы поэма. — Ижевск, 1935. — 14 с.
- Джек: Нылпиослы поэма. — Ижевск. 1935. — 12 с.